# Sárga iszapteknős
A sárga iszapteknős (Kinosternon flavescens) a hüllők (Reptilia) osztályába  és a teknősök (Testudines) rendjébe és az iszapteknősök (Kinosternidae) családjába tartozó faj.

## Előfordulása
Az Amerikai Egyesült Államok középső és Mexikó északi részén honos. Időszakos és állandó tavakban, folyókban él, amelyeknek alja és a partja is homokos.

## Megjelenése
Testhossza 15 centiméter. A hátpáncélja barna színű, sárga szegéllyel, a haspáncélja világosabb.

## Életmódja
Gerinctelenekkel, ebihalakkal, kisebb halakkal és növényekkel táplálkozik.

## Szaporodása
Tojásrakása június közepétől július végéig tart, egyszerre 3-7 tojást rak le.